# Eva Boto
Eva Boto (født 1. december 1995) er en slovensk sanger. Hun repræsenterede Slovenien ved Eurovision Song Contest 2012 med sangen "Verjamem".